# Tennōki e Kokki
Il Tennōki (天皇記? , lett. "Registro dell'Imperatore"), che si legge anche come Sumera-mikoto no fumi, e il Kokki (国記? , lett. "Registro del paese"), letto anche Kokki e Kuni tsu fumi, sono antichi testi storici giapponesi presumibilmente scritti nel 620 da Shōtoku Taishi e Soga no Umako. Somo menzionati nel Nihongi ma non se ne conosce copia. Supponendo che le opere siano realmente esistite, sarebbero anteriori di cento anni sia al Kojiki (712) che al Nihon Shoki (720).
Secondo il Nihon Shoki,
(Nihon Shoki, cap. 22.)
Durante l'incidente di Isshi nel 645, la residenza di Soga no Emishi (un successore di Soga no Umako) fu ridotta in cenere. Il Nihon Shoki riferisce che il Kokki bruciò con il Tennōki, ma il Kokki fu salvato dalla distruzione.
(Nihon Shiki, cap. 23.)
Il 13 novembre 2005, i resti della residenza di Soga no Iruka furono scoperti ad Asuka nella prefettura di Nara, che corrobora la descrizione del Nihon Shoki.

### Annotazioni
1. ↑  Trascrizione moderna.

### Fonti
1. ↑  Sakamoto et al. 1965, p. 203.
2. ↑  Sakamoto et al. 1965, p. 264.
3. ↑   柱穴、焼けた壁土 日本書紀と一致…甘樫丘麓, su Yomiuri Online, 14 novembre 2005. URL consultato il 10 dicembre 2007 (archiviato dall'url originale il 5 febbraio 2009).